# Comitatul Gömör-Kishont
Comitatul Gömör-Kishont, cunoscut și ca Varmeghia Gömör-Kishont (în maghiară Gömör és Kishont vármegye, în germană Komitat Gemer und Kleinhont, în latină Comitatus Geomoriensis et Kishonthensis, în slovacă Gemersko-malohontská župa), a fost o unitate administrativă a Regatului Ungariei din 1786 și până în 1920. În anul 1920, prin Tratatul de la Trianon, teritoriul acestui comitat a fost împărțit între Slovacia și Ungaria. Teritoriul său se află actualmente în sudul Slovaciei și în nord-estul Ungariei. Capitala comitatului a fost orașul Rimavská Sobota (în maghiară Rimaszombat, în germană Großsteffelsdorf).

## Geografie
Comitatul Gömör-Kishont se învecina la nord-est cu comitatele Liptó (Liptov) și Zólyom (Zvolen), la vest cu Comitatul Nógrád (Novohrad), la sud cu comitatele Heves și Borsod, la est cu Comitatul Abaúj-Torna (Abov-Turňa) și la nord-est cu Comitatul Szepes (Spiš). Teritoriul comitatului era situat în Munții Slovenské rudohorie, approximativ între granița slovaco-ungară actuală, orașele Poltár și Rožňava și Tatra Mică (Nízke Tatry). Râul Slaná curgea pe teritoriul comitatului. Suprafața comitatului în 1910 era de 4.279 km², incluzând suprafețele de apă.

## Istorie
Comitatul Gömör-Kishont este o combinație a teritoriilor fostelor comitate Gömör (Gemer) și Kishont (Malohont). El a existat din 1786 și până la sfârșitul Primului Război Mondial, cu o întrerupere în perioada 1790-1802. Gömör este unul dintre cele mai vechi comitate ale Regatului Ungariei și a fost atestat documentar încă din secolul al XI-lea. Kishont este teritoriul situat între orașele Tisovec și Rimavská Sobota. Comitatele Gömör și Kishont au făcut parte din Imperiul Otoman în perioadele 1541-1595 și 1605-1687.
La sfârșitul Primului Război Mondial, majoritatea teritoriului comitatului Gömör-Kishont a devenit parte componentă a noului stat Cehoslovacia, aceste modificări de granițe fiind recunoscute prin Tratatul de la Trianon (1920). Zona din jurul orașului Putnok a făcut parte din comitatul Borsod-Gömör-Kishont (în prezent din județul Borsod-Abaúj-Zemplén). Partea cehoslovacă a comitatului a făcut parte din Țara Slovacilor (Slovenská krajina/zem).
Ca urmare a prevederilor controversatului Prim Arbitraj de la Viena, majoritatea părții cehoslovace a fostului comitat a devenit parte a Ungariei în noiembrie 1938, fiind recreat comitatul Gömör-Kishont. O mică parte din extremitatea nordică a rămas în Slovacia (orașele Dobšiná și Revúca), ca parte din noul comitat Hron (Pohronská župa). După cel de-al doilea război mondial, granițele stabilite prin Tratatul de la Trianon au fost restaurate, iar regiunea a revenit iarăși Cehoslovaciei. 
În 1993, Cehoslovacia s-a divizat, Gemer și Malohont au devenit parte a Slovaciei, iar din 1996 s-au divizat în regiunile Košice și Banská Bystrica. 

## Demografie
În 1910, populația comitatului era de 188.098 locuitori, dintre care: 
- Maghiari -- 109.994 (58,47%)
- Slovaci -- 72.232 (38,40%)
- Germani -- 2.930 (1,55%)

## Subdiviziuni
La începutul secolului 20, subdiviziunile comitatului Gömör-Kishont/Gemer-Malohont erau următoarele:
| Districte (járás)                          | Districte (járás)        |
| District                                   | Capitală                 |
| ------------------------------------------ | ------------------------ |
| Feled                                      | Feled --- Jesenské       |
| Garamvölgy                                 | Nándorvölgy --- Vaľkovňa |
| Nagyrőce                                   | Jolsva --- Jelšava       |
| Putnok                                     | Putnok                   |
| Ratkó                                      | Ratkó --- Ratková        |
| Rimaszombat                                | Nyustya --- Hnúšťa       |
| Rozsnyó                                    | Rozsnyó --- Rožňava      |
| Tornalja                                   | Tornalja --- Tornaľa     |
| Districte urbane (rendezett tanácsú város) |                          |
| Dobsina --- Dobšiná                        |                          |
| Jolsva --- Jelšava                         |                          |
| Nagyrőce --- Revúca                        |                          |
| Rimaszombat --- Rimavská Sobota            |                          |
| Rozsnyó --- Rožňava                        |                          |

Putnok se află în prezent în Ungaria; celelalte orașe sus-menționate sunt în Slovacia.